# Longin Rożankowski
Longin Rożankowski – poseł do Sejmu Krajowego Galicji VI kadencji (1889–1895), działacz ukraiński, od 1890 adwokat w Złoczowie.
W latach 1854-1859 studiował na Wydziale Prawa Uniwersytetu Lwowskiego. Wybrany do Sejmu Krajowego z IV kurii okręgu wyborczego Złoczów.